# Генрі Паркс
Генрі Паркс (англ. Henry Parkes; 27 травня 1815 — 27 квітня 1896) — сер, австралійський державний діяч, один з творців Федеральної ради колоній Австралії, в самій країні часто званий одним з «батьків-засновників» австралійської держави. Ще за життя його називали «головною політичною фігурою» Австралії.

## Біографія
Народився в Конлі, передмісті Ковентрі, графство Ворвікшир, Велика Британія, хрещений був у Стонелєї. Його батько був дрібним бідним фермером-орендарем. У дитинстві зміг закінчити лише кілька класів школи, після чого працював спочатку канатохідцем у вуличному цирку, потім робітником на цегельному заводі й помічником різьбяра по слоновій кістці.
У 1836 році одружився, в 1839 році разом з дружиною емігрував до Нового Південного Уельсу, Австралія, де перший час працював чорноробом, продавцем в магазині залізних виробів, у фірмі з виробництва латуні, потім на митниці, бувши звільненим з державної служби в 1846 році та протягом кілька років після цього займався приватним бізнесом.
З 1849 року став активно виступати за припинення відряджання в'язнів-каторжників до Австралії. У грудні 1850 року заснував газету Empire, що існувала до 1858 року, в якій виступав не тільки власником, але також редактором і журналістом; спочатку газета була лояльна до Британської імперії, але згодом на її сторінках все частіше з'являлися заклики до введення в Австралії самоврядування.
У 1854 році Паркс поїхав до Великої Британії для участі у виборах першого депутата британського парламенту від округу Сіднея і переміг на них. У 1872 році він став прем'єр-міністром колонії Новий Південний Уельс і займав цю посаду до 1891 року (з перервою в 1876 і 1883⁣ — ⁣1887 роках). У 1877 році його посвятили у лицарі Великого Хреста (англ. Knight Grand Cross (GCMG)) Ордену Святого Михайла і Святого Георгія.
Бувши депутатом і потім прем'єр-міністром колонії, Паркс сприяв розвитку шкільної освіти та мережі залізниць у Новому Південному Уельсі, ввів безплатну шкільну освіту і відділив школу від церкви, зробив Новий Південний Уельс зоною вільної торгівлі й сильно обмежив еміграцію китайців до колонії.

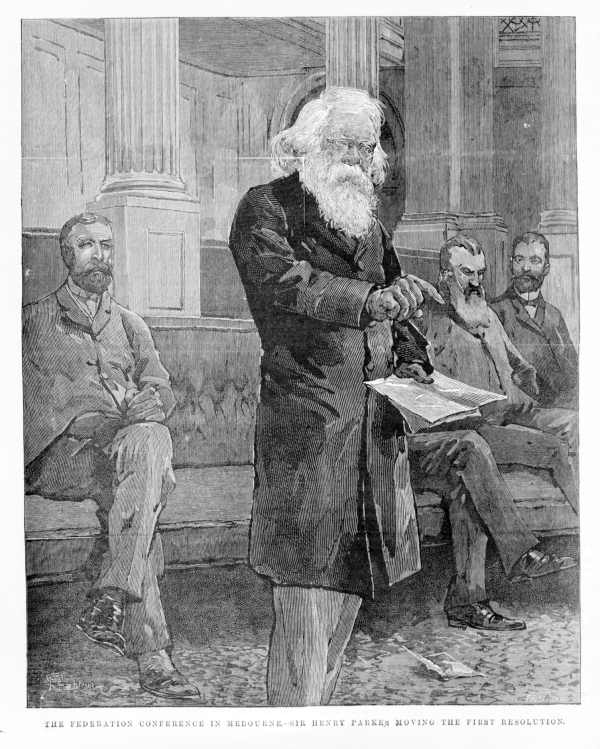
Генрі Паркс на конференції у Мельбурні виступає стосовно організації Австралійської федерації.

Вперше висловив ідею створення Австралійської федерації в 1867 році, потім в 1891 році, але не дожив до створення домініону Австралійський Союз.

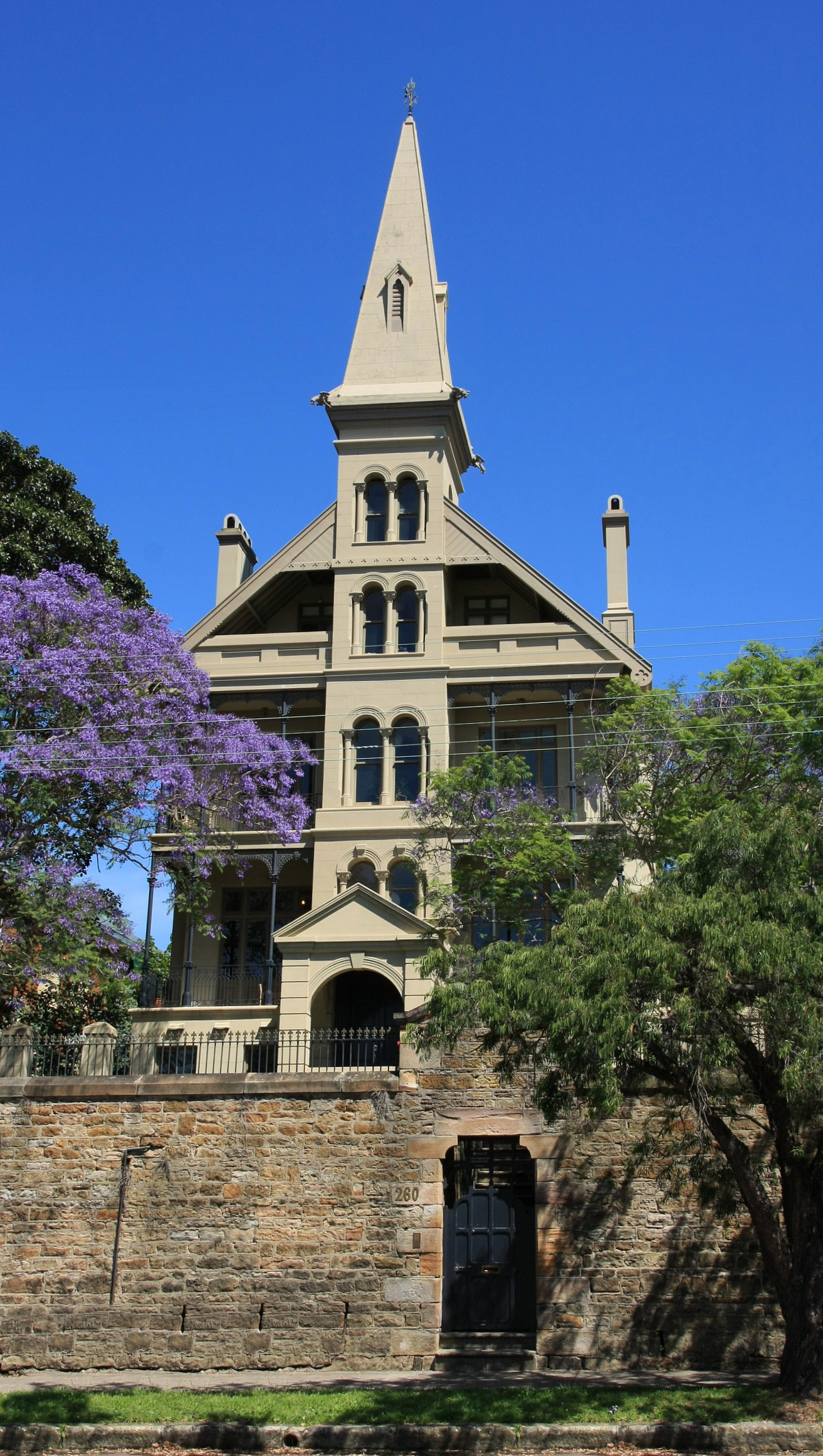
У цьому будинку жив і помер 1896 року Генрі Паркс

У 1891 році його відправили у відставку з посади прем'єр-міністра, але він зберіг депутатство до 1894 року. В 1892 році опублікував автобіографію. Помер у злиднях у 1896 році в Сіднеї.